# Inger Støjberg
Inger Beinov Støjberg (Hjerk, gemeente Skive, 16 maart 1973) is een Deens politica en sinds 2022 leider van de rechtse partij Danmarksdemokraterne. Eerder was zij lid van de rechts-liberale partij Venstre en bekleedde namens die partij verschillende ministerschappen in de Deense regering. Als minister van Vreemdelingen, Integratie en Huisvesting (2015–2019) raakte zij in opspraak vanwege haar beleid jegens echtparen van jeugdige asielzoekers, dat ongrondwettig werd bevonden. Hiervoor werd zij in december 2021 tot een onvoorwaardelijke celstraf veroordeeld.

## Biografie

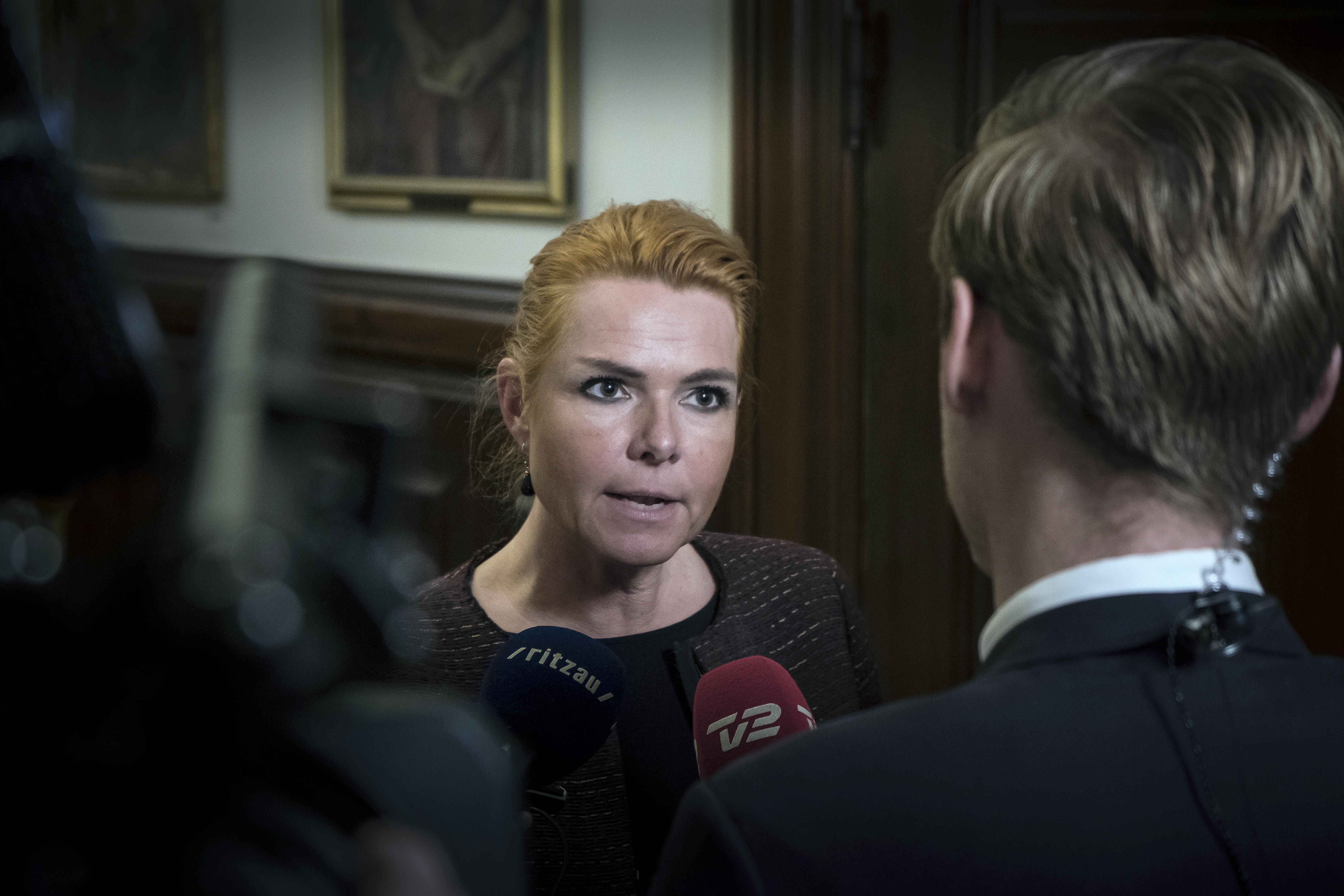
Støjberg in het Deense parlement in 2018

Støjberg ging naar school in Nykøbing Mors. Na haar middelbare school volgde ze een aantal jaren hoger onderwijs in Viborg in de journalistiek en was daarna enige jaren werkzaam als journalist. Zij begon haar politieke carrière in 1994 toen ze werd gekozen tot lid van de raad voor de toenmalige provincie Viborg.
In 1999 was ze namens Venstre voor de eerste keer kandidaat voor het Folketing, het Deense parlement. Bij de parlementsverkiezingen van 2001 werd ze daadwerkelijk verkozen tot parlementslid. Bij het aantreden van Lars Løkke Rasmussen als premier in april 2009 werd Støjberg benoemd tot minister van Werkgelegenheid en minister voor Gelijkheid. Laatstgenoemde functie verloor zij na een kabinetsherschikking in februari 2010. De portefeuille Werkgelegenheid behield zij tot de verkiezingsnederlaag van Rasmussen bij de verkiezingen van 2011.
Na de overwinning van het rechtse blok in 2015 werd Støjberg opnieuw minister, nu in het nieuw gecreëerde departement voor Vreemdelingen, Integratie en Huisvesting. Haar taak werd het om vorm te geven aan een streng asielbeleid, mede afgedwongen door de gedoogpartner, de Dansk Folkeparti. Als minister zorgde zij voor controverse toen zij zei dat moslims die de Ramadan vieren beter vrij kunnen nemen, omdat het vasten hun werkvermogen negatief zou beïnvloeden.
Støjberg werd vervolgd vanwege beleid dat zij voerde als minister van Vreemdelingenzaken. Zij gaf opdracht om echtparen van elkaar te scheiden wanneer een van de partners jonger dan 18 jaar was, zelfs als er kinderen in het spel waren. Daarmee wilde zij kindbruiden redden. Het was een generieke maatregel zonder dat de betrokkenen een individuele beoordeling kregen of zich ertegen konden verweren. Vooraf werd Støjberg er door ambtenaren op gewezen dat de wet in strijd was met zowel nationale als internationale regelgeving. Onder dwang van partijleider Jakob Ellemann-Jensen stapte zij eind december 2020 op als vicepartijleider van Venstre. In februari 2021 trad zij uit de partij, nadat een deel van haar fractie het voorstel steunde om haar aan te klagen. Sindsdien was zij onafhankelijk lid van het Folketing.
De rechtszaak tegen Støjberg begon op 2 september 2021. Zij werd op 13 december 2021 veroordeeld tot een onvoorwaardelijke gevangenisstraf van 60 dagen. Tegen deze uitspraak, van een speciale rechtbank met vijftien rechters uit het Hooggerechtshof en vijftien uit het Folketing, was geen beroep mogelijk. Als consequentie van de rechterlijke uitspraak werd Støjberg ruim een week later door een meerderheid van de parlementsleden uit het Folketing weggestemd.
Nadat zij haar straf had uitgezeten, richtte Støjberg in 2022 een nieuwe rechtse partij op: de Danmarksdemokraterne. De partij verzamelde voldoende steunverklaringen om mee te kunnen doen aan de parlementsverkiezingen van 2022. Nog voor de verkiezingen stapte een aantal parlementsleden van de Dansk Folkeparti over naar de nieuwe partij. Bij de verkiezingen behaalde de partij 8,1 % van de stemmen, goed voor 14 van de 179 zetels. Daarmee keerde Støjberg na ruim tien maanden terug in het Deense parlement.

### Nevenactiviteiten
Naast haar politieke activiteiten schreef Støjberg in 2004 de biografie van het muziekduo 'Sussi og Leo'. In 2007 nam ze het initiatief tot een grote inzameling voor de slachtoffers van het conflict in Darfur.

### Onderscheiding
Inger Støjberg werd in 2011 commandeur in de Orde van de Dannebrog, maar deze onderscheiding werd door het Deense koningshuis weer ingenomen na haar veroordeling in 2021.
- Virtual International Authority File: 3515149068574665730002